# Walther Rathenau Institut

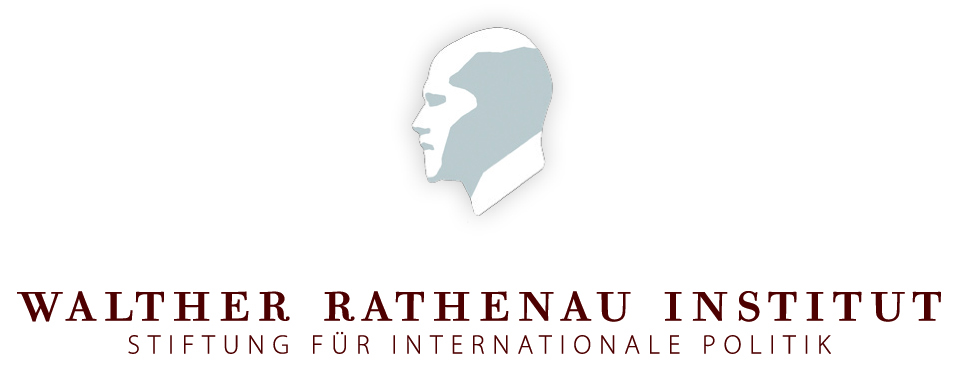
Institutslogo

Das Walther Rathenau Institut, Stiftung für internationale Politik ist eine überparteiliche, gemeinnützige Stiftung mit Sitz in Berlin. Es ist benannt nach Walther Rathenau, einem Außenminister während der Zeit der Weimarer Republik. Das Institut ist zwar formal überparteilich, über die Gründer sowie die aktuelle Zusammensetzung des Vorstands besteht jedoch indirekt eine Nähe zur FDP.

## Stiftungszweck
Die Stiftung soll an das Leben und Wirken des Industriellen, Essayisten und Außenpolitikers Walther Rathenau erinnern und sein Werk und sein Eintreten für demokratische Grundwerte, Völkerverständigung und Toleranz wieder einer breiteren Öffentlichkeit bekannt machen.
Zu diesem Zweck fördert die Stiftung die politische Bildung im Sinne Walther Rathenaus, insbesondere durch Beiträge und Forschungsvorhaben auf dem Gebiet der Außenpolitik. Darüber hinaus sollen in unregelmäßigen Abständen außenpolitische Studien zu aktuellen, Deutschland betreffenden Themen erstellt werden, die den liberalen Geist Walther Rathenaus reflektieren.

## Walther-Rathenau-Preis

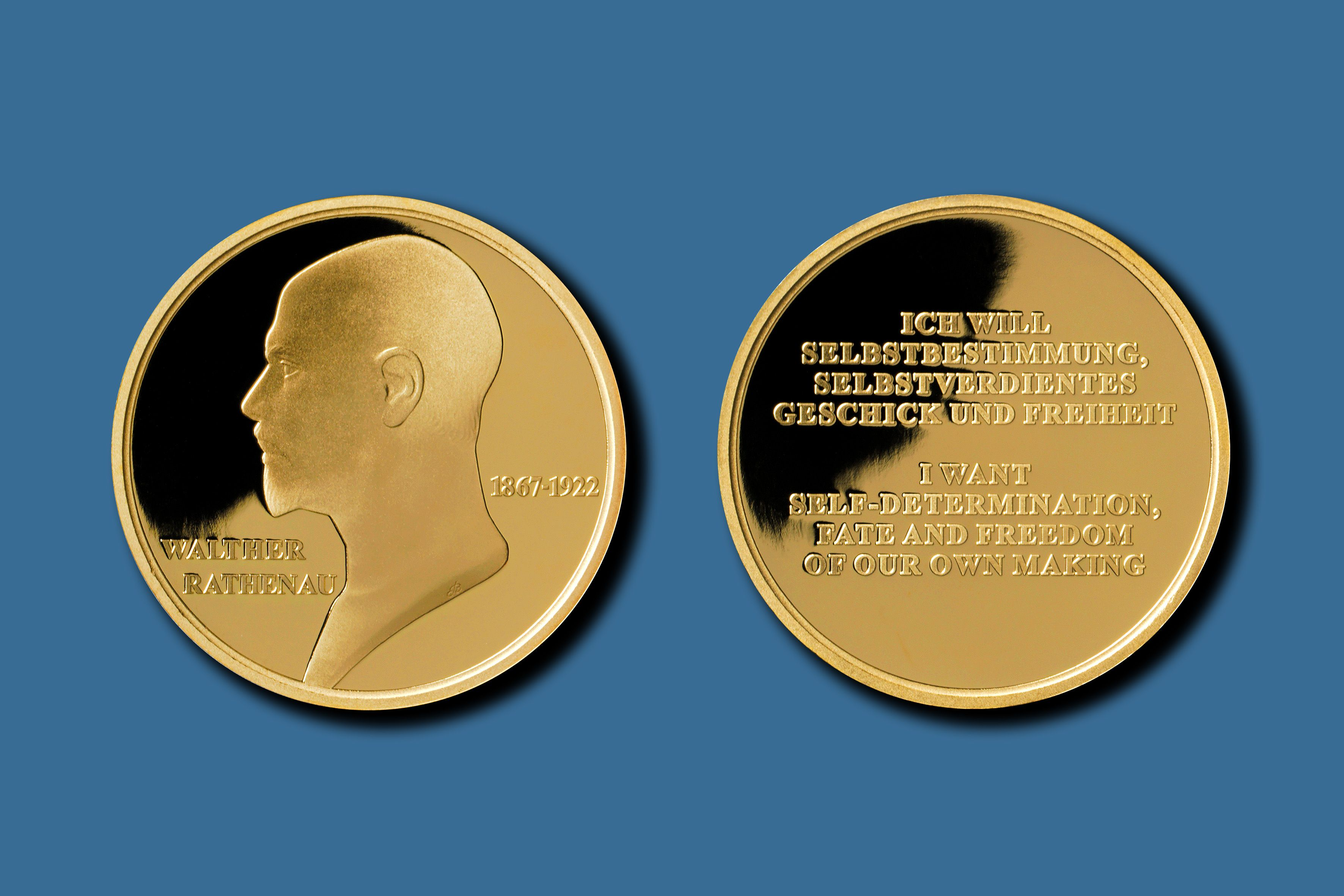
Rathenau-Medaille

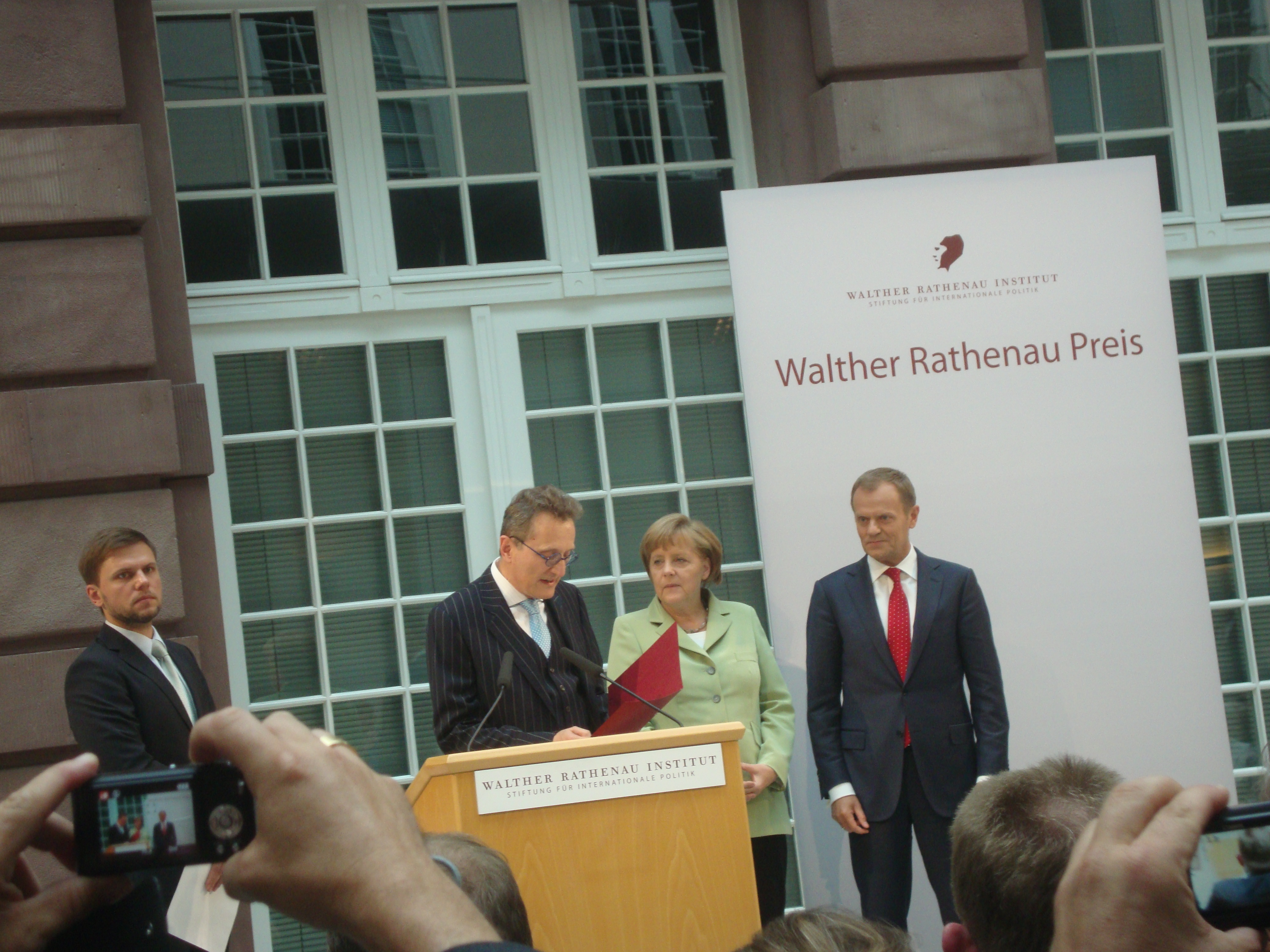
Die Preisverleihung 2011

Das Institut verleiht den Walther-Rathenau-Preis, mit dem ein herausragendes außenpolitisches Lebenswerk gewürdigt wird. Der Preis in Form einer Goldmedaille mit dem Porträt Rathenaus wird im Rahmen einer Festveranstaltung in Berlin verliehen.
Preisträger
- 2008: Hans-Dietrich Genscher (Laudatorin Angela Merkel)
- 2009: Shimon Peres (Laudator Guido Westerwelle)
- 2010: Hillary Clinton (Laudator Guido Westerwelle)
- 2011: Donald Tusk (Laudatorin Angela Merkel)
- 2012: Hoher Flüchtlingskommissar der Vereinten Nationen (UNHCR) (Laudator Guido Westerwelle)
- 2014: Mark Rutte (Laudatorin Angela Merkel)
- 2015: Rania von Jordanien (Laudatorin Angela Merkel)
- 2018: Guido Westerwelle (Laudatores Ursula von der Leyen und Philip D. Murphy)[1]
- 2021: Angela Merkel (Laudator Christopher Clark)
- 2022: Margot Friedländer (Laudator Frank-Walter Steinmeier)[2]
- 2024: Kaja Kallas (Laudatorin Annalena Baerbock)[3]

## Geschichte und Struktur
Die Stiftung ist Anfang 2008 auf Initiative des Publizisten und Unternehmers Michael A. Gotthelf in Berlin gegründet worden. Mitinitiator war der Unternehmer Hartmuth A. Jung. Beide Institutsgründer stehen der FDP nahe.
Vorstand
- Hartmuth A. Jung (Vorsitz)
- Bijan Djir-Sarai MdB
- Florian Rentsch
- Anahita Thoms
- Klaus Heiermann

Beirat
- Michael A. Gotthelf (Beiratsvorsitzender und Gründer)
- Renata Alt MdB
- Andreas Reichel
- Karl von Rohr

Geschäftsführer
- Mikolaj Ciechanowicz